# Sardur III
Sardur III fue un rey Urartu entre 639 y 635 a. C.
El rey urarteo, Argishti II dejó un registro de sus catorce años de reinado en las paredes de las cámaras excavadas en la roca de Van, mientras que las victorias de Sardur III, están inscritas sobre un monumento erigido en un lugar llamado “La puerta del tesoro”, en la fortaleza de Van. Los urarteos, entonces en estrecho contacto con los hititas, en el oeste, tenían como vecinos en el este a Manni, en la porción sur de la cuenca del Urmia. Se han hallado registros de victorias más al norte, inscritos en las orillas del lago Sevan, en Gyumri y Erzurum.